# Kazuhito Watanabe
Kazuhito Watanabe (født 1. september 1986) er en japansk fodboldspiller, som spiller for den japanske fodboldklub Yokohama FC.